# Neufahrn bei Freising
Neufahrn bei Freising is een gemeente in Opper-Beieren in het Landkreis Freising. De plaats ligt tussen Freising en München, bij de autobahnkreuz Neufahrn waar de A92 en A9 elkaar kruisen. De gemeente telt 20.058 inwoners.

## Geschiedenis
Neufahrn werd in het jaar 804 met de benaming Nivvivara officieel genoemd. Al eerder moeten er bewoners op het grondgebied zijn geweest, want in het zuiden van de stad zijn resten van een Keltische boerenhoeve gevonden, die dateren van 250 vC. Er is ook een romeinse straat is gevonden.

## Wapen
Het wapen van de stad bestaat uit twee delen. Het bovendeel is een geel kruis op een groene achtergrond, en symboliseert het oude Neufahrn. Het onderdeel is een zwart tandwiel op een gele achtergrond, dat de industrie in het gebied symboliseert.

## Verkeer
Neufahrn ligt aan de spoorlijn S-Bahn-Linie S1 tussen de Luchthaven München en de stad München, op de kruising naar de luchthaven en de stad Freising.